# Management International Review
Management International Review (kurz: MIR) ist eine betriebswirtschaftliche Fachzeitschrift aus Deutschland, die sich mit Forschungsbeiträgen zum Internationalen Management befasst. Sie wurde 1960 ins Leben gerufen und feierte 2010 ihren 50. Jahrgang. Die Rechte an der Zeitschrift liegen beim Verlag Springer Gabler.

## Inhalt
Sämtliche Forschungsbeiträge werden in englischer Sprache bei der Redaktion eingereicht und veröffentlicht. Vor der Veröffentlichung werden die eingereichten Forschungsbeiträge in einem Doppelblindverfahren begutachtet. Je Ausgabe werden in der Regel sechs (begutachtete) Forschungsbeiträge zu unterschiedlichen Aspekten des Internationalen Managements publiziert. Seit der Erstveröffentlichung 1960 erschienen vier bis acht Ausgaben pro Jahr. Bei mehr als vier Ausgaben erscheint gewöhnlich (mindestens) ein Special Issue bzw. seit 2006 Focussed Issue, das jeweils Forschungsbeiträge beinhaltet, die sich einem ausgewählten Aspekt des Internationalen Managements widmen.

## Redaktion
Langjähriger Herausgeber war Klaus Macharzina von 1980 bis 2005. Seit 2005 ist er Ehrenherausgeber von MIR. Ab 2005 übernahmen Macharzinas frühere Mitarbeiter Joachim Wolf und Michael-Jörg Oesterle die Position der Herausgeber von MIR. Die Chefredaktion wechselt seitdem zwischen Joachim Wolf (2005–2008) und Michael-Jörg Oesterle (2008–2011) im Dreijahrestakt.

## Rezeption
Das Zeitschriften-Ranking der britischen Association of Business Schools (2010) stuft es in die zweitbeste Kategorie 3 ein.